# 1983 (serial telewizyjny)
1983 – polsko-amerykański serial sensacyjny (historia alternatywna), udostępniony przez platformę Netflix 30 listopada 2018. Jego pomysłodawcami są Joshua Long i Maciej Musiał, a autorem scenariusza Joshua Long.
Zdjęcia do serialu były realizowane m.in. w Warszawie, Lublinie, Łodzi (Pałac I. Poznańskiego), a także Wrocławiu, na zamku Książ w Wałbrzychu i innych miejscach na Dolnym Śląsku.

## Opis fabuły
Akcja serialu toczy się w alternatywnej rzeczywistości, w której zimna wojna nie została zakończona z powodu ataku terrorystycznego z 1983, który zapobiegł upadkowi Związku Radzieckiego.

## Obsada
- Robert Więckiewicz – oficer śledczy Anatol Janów
- Maciej Musiał – Kajetan Skowron
- Michalina Olszańska – Ofelia „Effy” Ibrom
- Andrzej Chyra – minister Władysław Lis
- Zofia Wichłacz – Karolina Lis, córka ministra, dziewczyna Kajetana Skowrona
- Mirosław Zbrojewicz – generał Kazimierz Świętobór
- Ewa Błaszczyk – Maria Gierowska
- Wojciech Kalarus – Mikołaj Trojan, komendant główny SB
- Edyta Olszówka – Julia Stępińska, zastępca komendanta Milicji
- Tomasz Włosok – Jakub Suchoparski
- Agnieszka Żulewska – Maja Skowron, matka Kajetana
- Agnieszka Glińska – Angelika Torzecka
- Mateusz Kościukiewicz – Kamil Zatoń, oficer SB
- Patrycja Volny – Dana Rolbiecki
- Vu Le Hong – Bao Chu („Wujek”)
- Clive Russell – William Keating
- Mikołaj Kubacki – Łukasz Ziółek
- Katarzyna Skarżanka – matka Łukasza
- Julian Świeżewski – Klemens Brzeziński
- Krzysztof Wach – Maciej Mac

Źródło.